# 紅木莊園 (加利福尼亞州)
紅木莊園（英語：Redwood Estates）是位於美國加利福尼亞州聖塔克拉拉縣的一個非建制地區。該地的面積和人口皆未知。

## 地理
紅木莊園的座標為37°09′23″N 121°59′08″W / 37.15639°N 121.98556°W，而該地的平均海拔高度為495米（即1627英尺）。